# مودنيشن ريسر (لعبة فيديو)
مودنيشن ريسر (بالإنجليزية:ModNation Racers) ، هي لعبة إلكترونية من نوع سباق السيارات والخيال العلمي، أُنتجت من قبل شركة سوني كمبيوتر إنترتنمنت سنة 2010م، وتعلم لأنظمة بلاي ستيشن 3 و بلاي ستيشن بورتبل.

## وصلات خارجية
- مودنيشن ريسر على موقع IMDb (الإنجليزية)

- الموقع الرسمي
- ModNation Racers Wikia